# مركبة برمائية

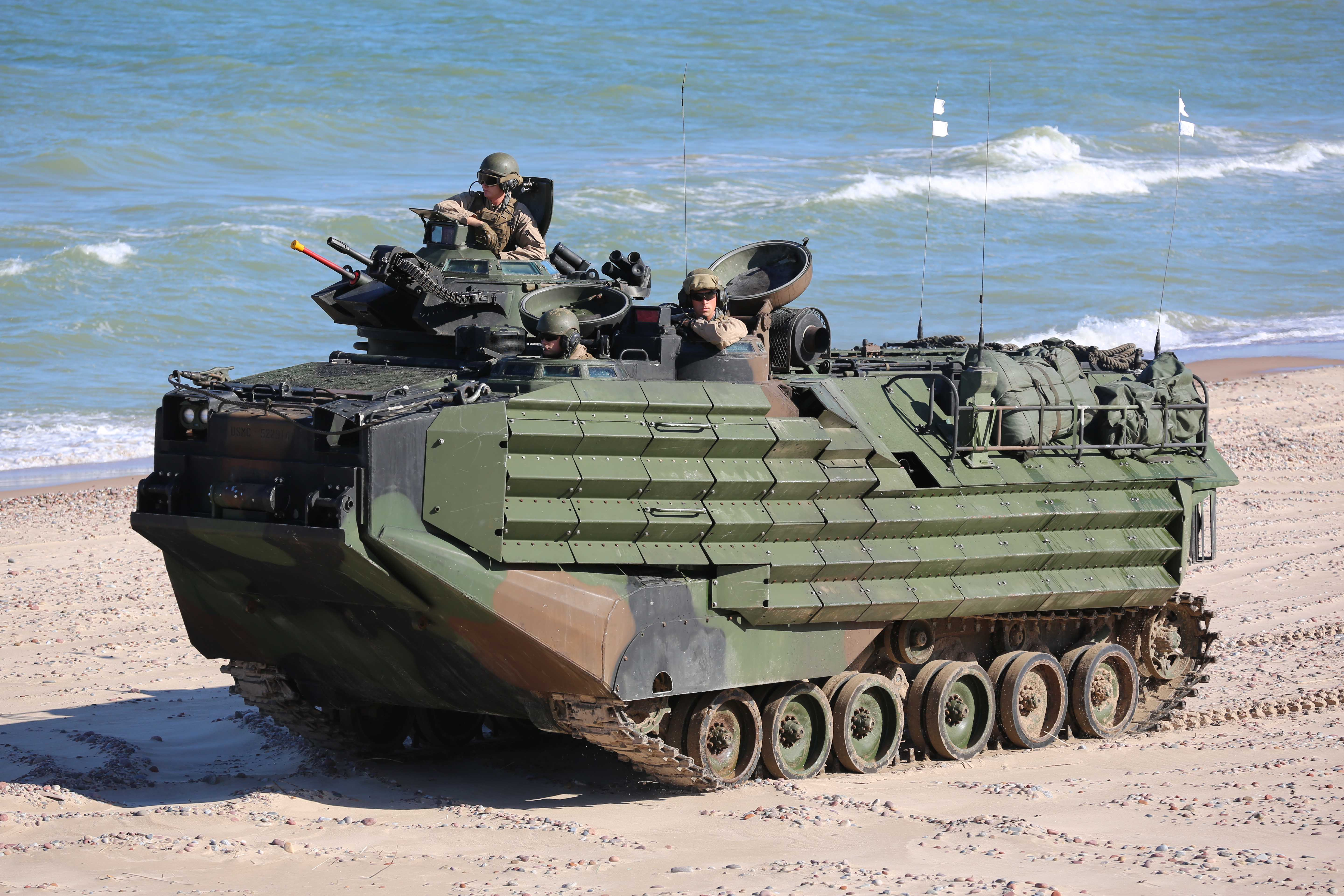
مركبة الهجوم البرمائية تابعة لمشاة البحرية الأمريكية خلال إحدى التدريبات.

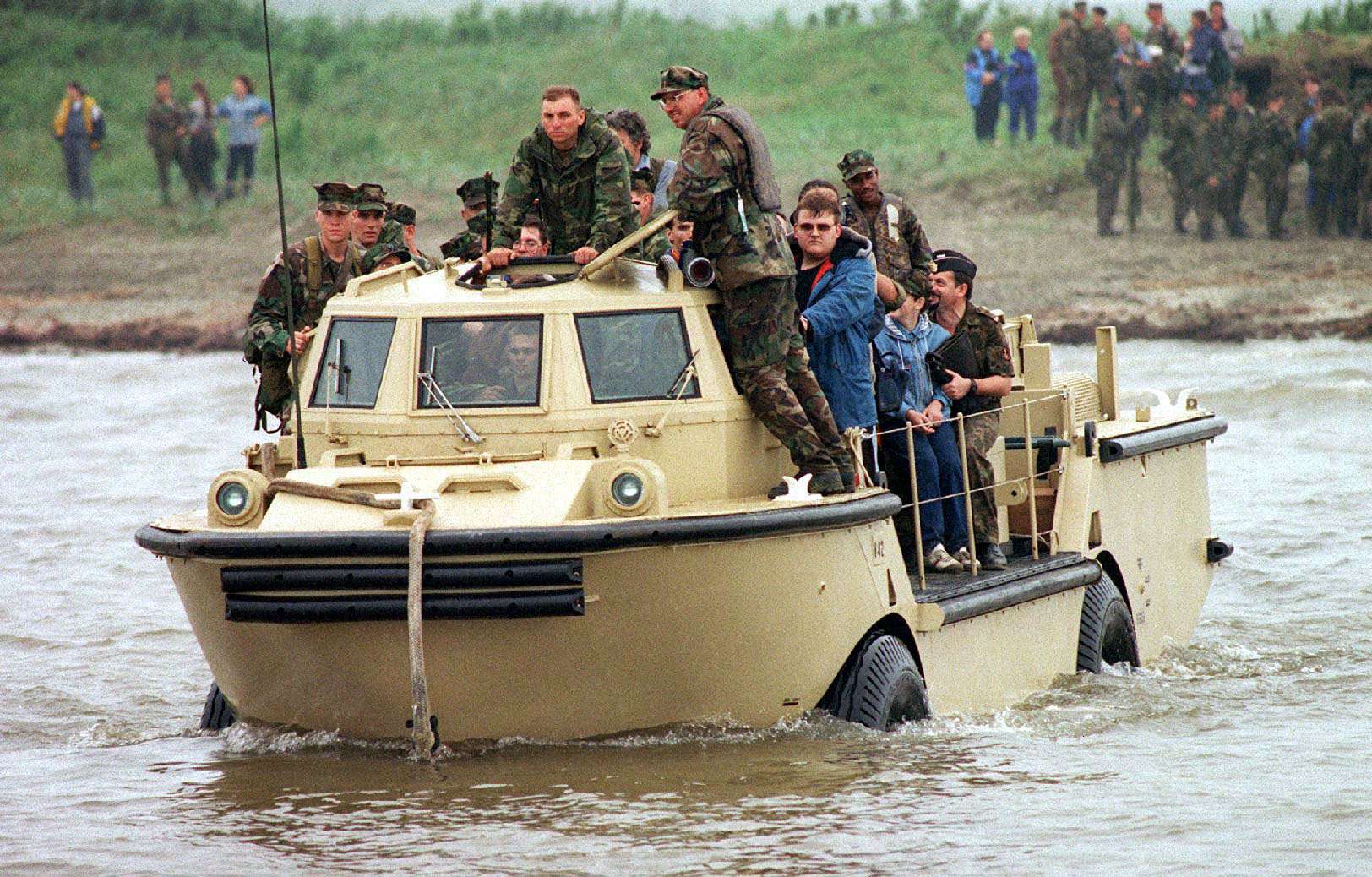
مركبة شحن برمائية من طراز LARC-V بوزن 5 أطنان

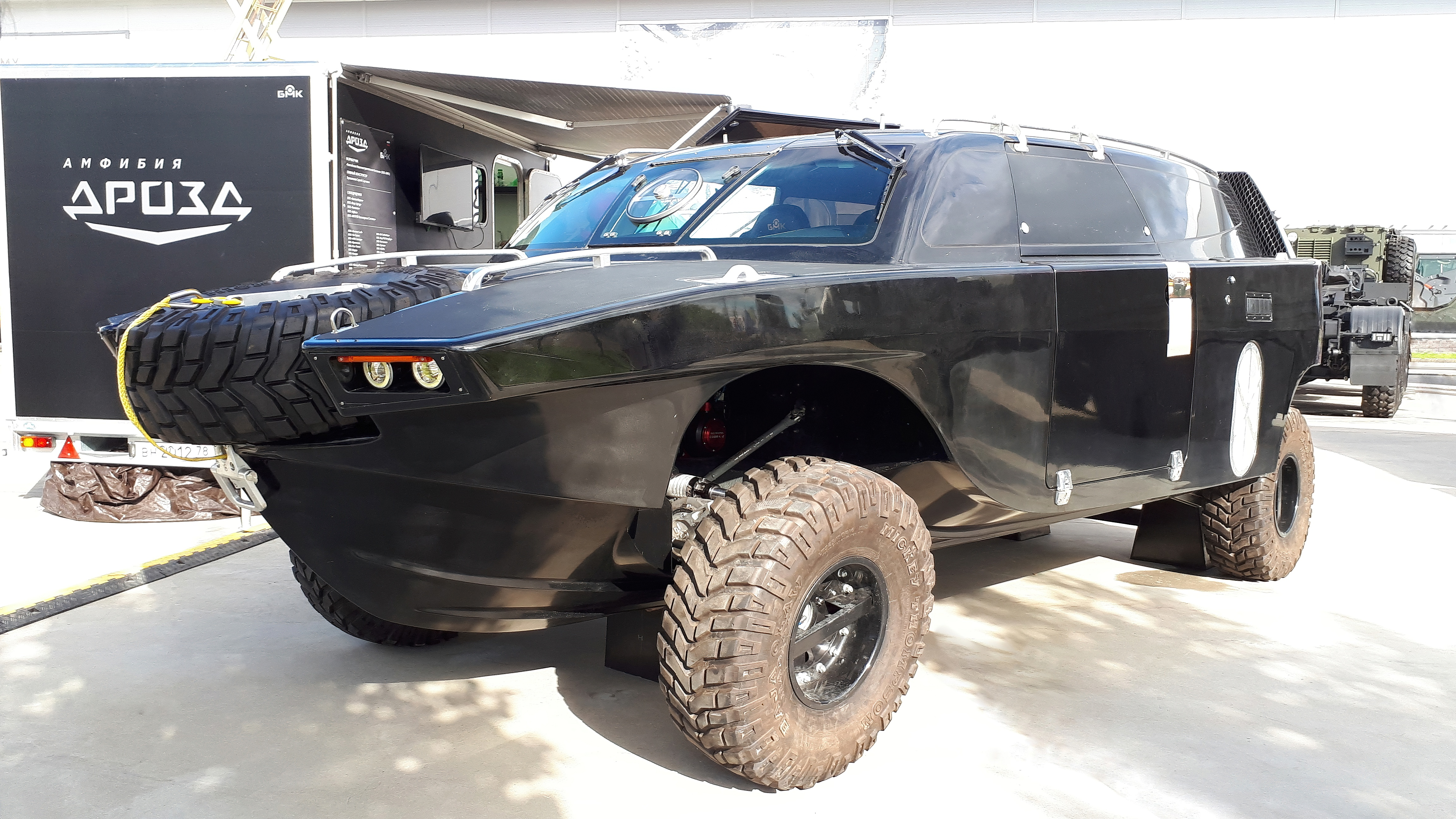
مركبة دروزد البرمائية في معرض الجيش 2020

المدرعة البرمائية هي عربة نقل جنود هجومية برمائية تستطيع القتال في البر والبحر مهمتها مساعدة المشاة في الوصول إلى ميدان المعركة بسلامة من الأسلحة الخفيفة وتوفير الدعم لهم عند الحاجة ومواجهة الدبابات إذا دعت الحاجة يستطيع درع البي ام بي الامامي ان يصد الرصاصات 12. 7 ملم وكذلك الحال مع الدرع الجانبي اما الدرع الخلفي فان أبواب هذه المدرعة تحتوي على وقود والذي من الممكن ان يخفف من اختراق الرصاصات للدرع الخلفي ولكن في حالة احتراقه فان الطاقم سوف يصابون بجروح بليغة يمكن للطاقم داخل المدرعة ان يقوم بالرمي من داخل المدرعة وذلك لانها تحتوي على فتحات للرماية اما الأسلحة الثقيلة مثل ال rpg7، strila فعل أحد افراد الطاقم ان يفتح فتحة من السقف ويقوم بالرماية وهذه ميزة فعالة أخرى للمدرعة فيستطيع الطاقم بكامله القتال من داخل المدرعة ولكن في حالة اصابتها بقذيفة دبابة أو صاروخ مضاد للدروع فان الطاقم والركاب سيكونون في مشكلة كبيرة واحتمال اصابتهم جميعا
حماية وحدات المدرعات وعناصر النظام المنسق التي تعمل في اطار بطريقة منسقة :
- إضافة على الدروع التي شنت على السطح الخارجي للمركبة
- مكافحة الألغام طلاء الحماية في حالات العجلة
- عززت واقية من الرصاص
- عززت أقنعة واقية من الرصاص لتحمي الخارجيات النافذة
- شظية التبطين من جميع الأسطح الداخلية للمقصورة السيارة